# Christophe Villa
Christophe Villa (* 1980 in Frankreich) ist ein französischer Opern- und Konzertsänger (Countertenor).

## Leben
Er erhielt eine Gesangs- und Regieausbildung am Conservatoire National de Région Pierre Barbizet in Marseille und absolvierte von 2004 bis 2010 seine Gesangsausbildung an der Hochschule für Musik „Hanns Eisler“ bei Renate Faltin. Neben seinem Studium besuchte er diverse Meisterkurse, unter anderem bei Magreet Honig, Håkan Hagegård, Júlia Várady, Andrew Watts, Gerd Uecker, mit denen er sich weiter qualifizieren konnte.
2005 erfolgte sein Debüt in Deutschland in einer Koproduktion der Komischen Oper Berlin und der Universität der Künste Berlin in Giacomo Carissimis Oratorium Historia di Jephte. Im Februar 2007 war er als Tolomeo in Georg Friedrich Händels Oper Giulio Cesare zu hören, eine gemeinsame Produktion der Hochschule für Musik „Hanns Eisler“ Berlin und der Universität der Künste Berlin.
Danach folgten von September bis November 2007 zahlreiche Auftritte als Medoro in Georg Friedrich Händels Orlando an der Neuköllner Oper; im Juli 2008 trat er anlässlich des Classic Open Air in Berlin am Gendarmenmarkt für die Nacht der 1000 Stimmen auf. Außerdem sang er die Hauptrolle des Nerone in einer Produktion des L’incoronazione di Poppea von Claudio Monteverdi unter der Leitung von Wolfgang Katschner, Lautten Compagney Berlin. Ein weiterer Auftritt erfolgte in Carmina Burana von Carl Orff in der Berliner Philharmonie, wo er die Partie des Schwans sang. Im Juni 2009 sang er die Carmina Burana auch bei einer Konzertaufführung im Kloster Neuzelle. Von Oktober bis Dezember 2010 sang Christophe Villa in der Oper La clemenza di Tito von Wolfgang Amadeus Mozart im Bode-Museum Berlin erfolgreich die Partie des Sesto. Die Fachzeitschrift Opernglas schrieb über Villas Interpretation in einer Kritik: „Dieser [d.i. Christophe Villa] gestaltete souverän die berühmte „Parto-Arie“, verlor jedoch im Laufe des Abends...an stimmlicher und interpretatorischer Geschmeidigkeit.“
Daneben ist Christophe Villa als Konzert- und Oratoriensänger sehr aktiv. Sein Repertoire umfasst nicht nur die Alte Musik, sondern auch den Lied- und Operettenbereich. 2006 war er auf Einladung von Frau Eva Wagner-Pasquier, Gast der Académie Européene de Musique d’Aix-en-Provence, 2008 der Akademie für Musik Schloss Rheinsberg und 2010 an der Internationalen Sommerakademie Mozarteum Salzburg.